# The Daily Show
The Daily Show – telewizyjny program satyryczny, w USA emitowany przez stację Comedy Central od poniedziałku do czwartku. Trevor Noah, gospodarz programu (od 28 września 2015 roku) w prześmiewczy sposób prezentuje i komentuje bieżące wydarzenia ze świata polityki, sportu i pop-kultury. W okresie od 11 stycznia 1999 roku do 6 sierpnia 2015 roku gospodarzem programu był Jon Stewart. W okresie od 21 lipca 1996 roku do grudnia 1998 roku gospodarzem programu był Craig Kilborn.
Spin-offem The Daily Show był prowadzony przez Stephena Colberta The Colbert Report. Innym spin-offem prowadzonym przez byłego współpracownika Larrego Wilmorea jest The Nightly Show with Larry Wilmore, nadawany od 19 stycznia 2015.

## Korespondenci i współpracownicy

### Aktualni
- Desi Lydic
- Dulce Sloan(inne języki)
- Hasan Minhaj
- John Hodgman
- Jordan Klepper
- Michelle Wolf(inne języki)
- Lewis Black
- Ronny Chieng
- Roy Wood Jr.

### Dawni
- Stephen Colbert
- Steve Carell
- Samantha Bee
- Rob Corddry
- Ed Helms
- Rob Riggle
- Wyatt Cenac
- Olivia Munn
- Larry Wilmore
- John Oliver
- Jason Jones

## Scenarzyści
- Steve Bodow
- Jon Stewart
- Rachel Axler
- Kevin Bleyer
- Rich Blomquist
- Tim Carvell
- J. R. Havlan
- Scott Jacobson
- David Javerbaum
- Rob Kutner
- Josh Lieb
- Sam Means
- John Oliver
- Jason Reich
- Jason Ross
- David Feldman